# Klaas Jansma
Klaas Jansma (Echten Fr., 4 januari 1949) was tot oktober 2014 directeur van PENN Communicatie en tot juni 2017 directeur van PENN Uitgeverij in Leeuwarden. Tegenwoordig heeft internetomroep Radio Klaas, ook van PENN, al zijn aandacht. 
Daarnaast is hij actief als presentator, schrijver en verteller. 
Hij heeft inmiddels een groot aantal historische en culturele publicaties en biografieën op zijn naam staan, sommige in samenwerking met anderen.  
Daarnaast enkele romans. Bekend is hij in Friesland vooral als skûtsjekenner, die al sinds 1973 de skûtsjewedstrijden op een bijzondere wijze voor Omrop Fryslân verslaat.
Klaas Jansma studeerde andragologie in Groningen. Hij werkte onder meer als interim hoofdredacteur van het Friesch Dagblad en manager communicatie voor diverse organisaties. 
Ook doceerde hij communicatie aan de NHL en schreef hij toneel (Bommel en de Frisomanen) en cabaret.

## Werk (onder meer)
- Encyclopedie van het hedendaagse Friesland (1975; met drs. Gerben Abma)
- Onze vaderlandse geschiedenis, Geschiedenis van de Nederlandse landbouw,
- Geschiedenis van Gelderland, Overijssel, Noord-Brabant (alle in samenwerking met Meindert Schroor)
- Freonskip op ‘e planken;
- Maskers in de Spiegel
- Met Vliegend Vaandel en Slaande Trom
- Hoge Vlucht (Yde Schakel)
- 1995 t/m 1999: Om Teatske, De Fermisten, De slach om Transkei (roman)
- 2000: Hoop doet leven. Het verhaal Pieter Brouwer 1904-1985
- 2002: Hoge Vlucht, Het verhaal Yde Schakel
- 2004: Dorp aan de overkant. Zomerhuizen in de Alde Feanen
- 2004: Met Geveegde Kont. Skûtsjes, schippers en wedstrijden
- 2006: Geen meter terug - Het verhaal Chris van den Berg
- 2006: De Afsluitdijk - brug en waterscheiding
- 2007: Het Kanaal - De aorta van het noorden
- 2007: Lemster skûtsje
- 2008: Jachten en jagen - schipperskinderen aan boord
- 2008: De razende man - het leven beschreven
- 2009: De hardloper. Het leven van Jack Kooistra. De Friese Wiesenthal, PENN Uitgeverij, Leuwarden, ISBN 9789077948415